# Фабер, Генрих
Ге́нрих Фа́бер (нем. Heinrich Faber лат. Henricus Faber; ок. 1490, Лихтенфельс — 26 февраля 1552, Эльсниц) — немецкий теоретик музыки и музыкальный педагог.

## Очерк жизни и творчества
В 1515—1524 гг. — певчий (под именем Hainrich Lichtenfels) при дворе датского короля Кристиана II. В 1538 году учитель, в 1544—1549 гг. директор школы при бенедиктинском монастыре Св. Георгия в Наумбурге. В 1542 году поступил в Университет Виттенберга, закончив его в 1545 году со степенью магистра свободных искусств. Разделял религиозные взгляды Лютера. Из-за конфликта с (католическим) епископом Юлиусом фон Пфлугом, закрывшим школу св. Георгия, Генрих Фабер в 1548 году перебрался в Брауншвейг, занимался написанием учебных пособий по музыке для гимназии в Хофе, однако уже в следующем году вернулся в Наумбург, возглавив городскую школу св. Вацлава. В 1551 году он читал лекции по музыке в Виттенберге и затем занимал пост директора лютеранской школы в Эльснице, где вскоре скончался.
Широчайшее распространение в Германии получил его учебник элементарной теории музыки «Маленький музыкальный компендий для новичков» (на латинском языке). Компендий впервые был опубликован в Брауншвейге в 1548 году, а затем около 30 раз переиздавался вплоть до второй половины XVII века, в том числе в переводах на немецкий язык. Учебник «Введение в практическую музыку» (Нюрнберг, 1550) в теории опирается, главным образом, на «Практическую музыку» Франкино Гафури, а в истории — на сочинения Жоскена (приводятся также примеры из музыки Л. Зенфля, Х. Изака и самого Фабера).
С точки зрения научного вклада наиболее интересен рукописный трактат «Musica poetica» (около 1548). Musica poetica определяется в трактате как «само искусство сочинения музыкальной песни» («musica poetica est ars ipsa fingendi musicum carmen»). Сравнивая технику импровизируемого многоголосия (sortisatio) и зафиксированный в нотной записи текст (compositio), Фабер однозначно отдаёт предпочтение второму. Затем он излагает учение о гармонии (консонанс и диссонанс, интервалы и аккорды, голосоведение, типология каденций и др.) и даёт ряд практических советов к сочинению многоголосной музыки.
Генриха Фабера не следует путать с музыкальным теоретиком Грегором Фабером (Gregor Faber; около 1520 — после 1554), автором трактата «Musices practicae erotematum libri II» (1553).

## Труды
- Musica poetica (1548). Ms.: D-HO Ms.Paed.3713; второй (анонимный) Ms.: D-B Mus.ms.theor.1175 (olim Mus.ms.theor. 4o 57); третий экземпляр под названием «Tertia pars musicae de fingendis musicis carminibus autore MHF»: D-Z Mus.13, 3, Tl. 3; частичный немецкий перевод во 2-м издании книги Э. Апфеля «Geschichte der Kompositionslehre: von den Anfängen bis gegen 1700» (Saarbrücken, 1989, S. 611—626).
- Введение в практическую музыку (Ad musicam practicam introductio). Nürnberg, 1550; R Mühlhausen, 1571.
- Маленький музыкальный компендий для новичков (Compendiolum musicae pro incipientibus). Braunschweig, 1548; Leipzig, 1552, R 1605; R Nürnberg, 1572, 1586, 1594, 1618; R Marburg, 1583; R Augsburg, 1591, 1681 (на латыни и немецком); Jena, 1610; Erfurt, 1665; позднейшие репринты под названием «Brevissima rudimenta».